# Кристиансен, Ингрид
Ингрид Кристиансен — норвежская легкоатлетка, которая специализировалась в беге на длинные дистанции. Чемпионка мира 1987 года в беге на 10 000 метров с результатом 31.05,85. На Олимпиаде 1984 года заняла 4-е место в марафоне. На олимпийских играх 1988 года вышла в финал на дистанции 10 000 метров, однако в финальном забеге не смогла закончить дистанцию. Многократная победительница чемпионатов мира по кроссу. Победительница чемпионата Европы 1986 года в беге на 10 000 метров.

## Достижения
- 1984:  Лондонский марафон — 2:24.26
- 1985:  Лондонский марафон — 2:21.06 — WR*
- 1986:  Чикагский марафон — 2:27.08
- 1987:  Лондонский марафон — 2:22.48
- 1988:  Лондонский марафон — 2:25.41
- 1989:  Нью-Йоркский марафон — 2:25.30

## Мировые рекорды
В таблице указаны все мировые рекорды, которые она установила на протяжении спортивной карьеры
| МР # | Дисциплина    | Результат | Место                  | Дата       |
| ---- | ------------- | --------- | ---------------------- | ---------- |
| 1    | 5000 метров   | 14.58,89  | Осло, Норвегия         | 1984-06-28 |
| 2    | 5000 метров   | 14.37,33  | Стокгольм, Швеция      | 1986-08-05 |
| 3    | 10 000 метров | 30.59,42  | Осло, Норвегия         | 1985-07-27 |
| 4    | 10 000 метров | 30.13,74  | Осло, Норвегия         | 1986-07-05 |
| 5    | Полумарафон   | 1:08.31   | Нью-Бедфорд, США       | 1989-03-19 |
| 6    | Марафон       | 2:21.06   | Лондон, Великобритания | 1985-04-21 |